# Сирійський фунт
Сирійський фунт, також відома як сирійська ліра — офіційна валюта Сирії. Поділяється на 100 кіршів. Умовне позначення валюти: SYR. У грошовому обігу держави знаходяться купюри номіналом 50, 100, 200, 500, 1000 і 2000 фунтів. Емітентом виступає Центральний банк Сирії.

## Історія
До Першої світової війни Сирія була частиною Османської імперії, і офіційним платіжним засобом була турецька ліра. Після падіння Османської імперії та передачі Сирії під мандат, на французьких і британських підмандатних територіях, у тому числі в Лівані, Йорданії та Палестині як засіб платежу використовувався єгипетський фунт. Після отримання Лівану та Сирії під свій окремий мандат, французький уряд зажадав витіснити єгипетську валюту, через що надав право комерційному Банку Сирії (французькій філії Османського банку), випускати валюту для країн, що входили до нового мандату.
Фунт (або ліра) був уведений в обіг у 1919 році та спочатку дорівнював 20 французьким франкам.
Після зміни політичного статусу Лівану Банк Сирії, був перейменований у Банк Сирії та Лівану (BSL). Він випускав сирійсько-ліванську валюту протягом 15 років, починаючи з 1924 р. За два роки до закінчення 15-річного терміну, BSL розділив загальну для Сирії та Лівану валюту на дві окремих валюти, які перебували в обігу в обох країнах.
До 1958 р. на лицьовій стороні банкнот був арабський текст, а на зворотному — французький. Після 1958 р. на зворотному боці став друкуватися англійський текст. До незалежності Сирії на монетах розміщувався як арабський, так і французький текст, пізніше — виключно арабський. У 1998 році була здійснена емісія банкнот — змінився їхній дизайн, а також додалася банкнота номіналом у 1000 фунтів. У центрі купюр старого зразка часто розміщували зображення старовинного театру в Пальмірі та скульптури принцеси Баніяс, а з лівого боку — малюнок півмісяця. На зворотному боці зображалася гребля через Євфрат, іригаційні канали і поля. Банкноти була захищені водяним знаком у вигляді голови коня. Поперек банкнот проходила срібляста пірнаюча захисна нитка з мікротекстом. Основні кольори: сірий та оливковий.
У 2010 р. Центральним Банком Сирії були випущені банкноти нового зразка (датовані 2009 роком), з посиленим захистом від підробок, номіналом у 50, 100, 200 сирійських фунтів.
З 2011 року, внаслідок громадянської війни в країні, сирійська валюта сильно знецінилася: від 47 у 2011 до 515 фунтів у 2017 за 1 долар США.

## Банкноти

### Банкноти 1998 року
| Серія 1998 року | Серія 1998 року | Серія 1998 року  | Серія 1998 року         | Серія 1998 року                                     | Серія 1998 року                                                       | Серія 1998 року |
| Зображення      | Зображення      | Номінал (фунтів) | Основні кольори         | опис                                                | опис                                                                  |                 |
| Аверс           | Реверс          | Номінал (фунтів) | Основні кольори         | Аверс                                               | Реверс                                                                |                 |
| --------------- | --------------- | ---------------- | ----------------------- | --------------------------------------------------- | --------------------------------------------------------------------- | --------------- |
|                 |                 | 50               | коричневий помаранчевий | Цитадель Алеппо Норії Хами                          | Національна бібліотека Аль-Ассад Стадіон Абасіїн гроно винограду діти |                 |
|                 |                 | 100              | Блакитний сірий         | Філіпп I Араб Давньоримський театр у Босрі          | Вокзал Дамаску потяг автомобільна розв'язка гілка груші               |                 |
|                 |                 | 200              | червоний                | Статуя Саладіна Могила невідомого солдата у Дамаску | кущ бавовни ткацька фабрика електростанція                            |                 |
|                 |                 | 500              | сірий зелений           | Зенобія Пальміра                                    | Гребля Табка зрошення полів фрукти й овочі                            |                 |
|                 |                 | 1000             | блакитний зелений       | портрет Хафеза Асада, Мечеть Омеядів                | нафтова індустрія Сирія комбайн корабель                              |                 |

### Банкноти 2009 року
| Серія 2009—2015 років | Серія 2009—2015 років | Серія 2009—2015 років | Серія 2009—2015 років | Серія 2009—2015 років                  | Серія 2009—2015 років                                                      | Серія 2009—2015 років | Серія 2009—2015 років |
| Зображення            | Номінал (фунтів)      | Розміри (мм)          | Основні кольори       | Опис                                   | Опис                                                                       | Роки випуску          |                       |
| Зображення            | Номінал (фунтів)      | Розміри (мм)          | Основні кольори       | Аверс                                  | Реверс                                                                     | Роки випуску          |                       |
| --------------------- | --------------------- | --------------------- | --------------------- | -------------------------------------- | -------------------------------------------------------------------------- | --------------------- | --------------------- |
|                       | 50                    | 135×65                | сірий                 | клинописні таблички з Ебли             | Національна бібліотека Аль-Ассад, пам'ятник Х.Асаду                        | 2009                  |                       |
|                       | 100                   | 140×65                | червоний              | античний амфітеатр та арка у Босрі     | Споруда з Мечеті Омеядів, будівля Центрального банку Сирії, антична монета | 2009                  |                       |
|                       | 200                   | 146×65                | коричневий            | Норії Хами на річці Елі-Асі            | Стеля Храму Баала у Пальмірі                                               | 2009                  |                       |
|                       | 500                   | 150×65                | блакитний             | Будівля оперного театру у Дамаску      | Фреска з зображенням музикантів глиняна табличка                           | 2009                  |                       |
|                       | 1000                  | 155×65                | зелений               | античний театр у Босрі                 | Давньоримська мозаїка з Ес-Сувейди, глиняна табличка                       | 2013                  |                       |
|                       | 2000                  | 158×65                | фіолетовий            | Мечеть Омеядів портрет Башара Асада    | Інтер'єр Народної Ради Сирії                                               | 2015                  |                       |
|                       | 5000                  | 158×65                | коричневий            | Солдат на тлі державного прапора Сирії | Фрагмент фрески з Храму Баала в Пальмірі                                   | 2019 2021 2023        |                       |